# لوري لايتفوت
لوري إيلاين لايتفوت (بالإنجليزية: Lori Elaine Lightfoot)‏ (من مواليد 4 أغسطس 1962) هي محامية وسياسية أمريكية تعمل منذ عام 2019 كرئيسة لبلدية شيكاغو. وهي عضوة في الحزب الديمقراطي الأمريكي. عملت لايتفوت في القانون الخاص كشريكة في شركة ماير براون وتقلدت مناصب حكومية مختلفة في شيكاغو قبل أن تصبح رئيسة للبلدية. وعملت على وجه الخصوص كرئيسة لمجلس شرطة شيكاغو ورئيسة فرقة عمل مساءلة شرطة شيكاغو. ترشحت لايتفوت لمنصب رئيسة بلدية شيكاغو في عام 2019 متقدمة إلى جولة الإعادة ضد توني بريكوينكل في انتخابات فبراير 2019. هزمت بريكوينكل في جولة الإعادة في 2 أبريل 2019.
لايتفوت هي أول امرأة سوداء من مجتمع المثليين يتم انتخابه لمنصب رئيس بلدية مدينة رئيسية في الولايات المتحدة. وهي أيضًا أول امرأة سوداء تتولى رئاسة بلدية شيكاغو. وهي ثاني امرأة (بعد جين بيرن) وثالث أميركية من أصل أفريقي عمدة شيكاغو. (بعد هارولد واشنطن ويوجين سوير). وهي متزوجة من زوجتها ايمي اشلمان ولديهما طفل واحد.

## النشأة والتعليم
ولدت لايتفوت في ماسيلون بولاية أوهايو، وهي الأصغر بين أربعة أطفال. كانت والدتها آن لايتفوت مساعدة رعاية صحية ليلية وعضوة في مجلس إدارة مدرسة، وكان والدها إيليا لايتفوت عامل مصنع محلي وبوابا. ونشأت في حي يغلب عليه البيض على الجانب الغربي من المدينة.
تخرجت من مدرسة واشنطن الثانوية في ماسيلون، حيث كانت عازفة بوق في فرقة المدرسة، وغنت في الجوقة، ولاعبة كرة السلة، ولاعبة كرة طائرة، ولاعبة كرة لينة ومحررة الكتاب السنوي وعضوة نادي بيب. تم انتخابها رئيسة للقسم في المدرسة الثانوية ثلاث مرات. كان شعار حملتها أثناء ترشحها لرئاسة القسم في المدرسة الثانوية «كن على القدم الصحيحة مع لايتفوت». أطلق عليها اتحاد خريجي مدرستها الثانوية لقب «المواطن المتميز» في عام 2013. أثناء وجودها في المدرسة الثانوية، ساعدت لايتفوت في تنظيم مقاطعة لبرنامج الغداء في مدرستها بسبب جودة البيتزا. كانت مقاطعتها ناجحة حيث قدمت المدرسة المزيد من البيتزا اللذيذة. وكان عقابها على المقاطعة هو الاحتجاز.
حصلت لايتفوت على بكالوريوس الآداب في العلوم السياسية من جامعة ميشيغان عام 1984، وتخرجت بملاحظة مشرف. عملت سبعة أنواع مختلفة من الوظائف لدفع تكاليف تعليمها، بما في ذلك العمل كمساعدة مقيم وكطاهية لفريق كرة القدم بالمدرسة. شغلت أيضًا وظائف في المصانع في المنزل خلال فصل الصيف للمساعدة في دفع تكاليف تعليمها. حينما كانت لايتفوت طالبة جامعية، أُلقٍي القبض على شقيقها الأكبر براين لايتفوت فيما يتعلق بسطو على بنك وإطلاق النار على حارس أمن.
شغلت لايتفوت مناصب عمل لعضوي الكونغرس رالف ريغولا وباربرا مايكولسكي قبل أن تقرر الالتحاق بكلية الحقوق. وقالت إنها اختارت الالتحاق بكلية الحقوق ليس بسبب مشاكل أخيها القانونية، ولكن لأنها أرادت وظيفة توفر لها الاستقلال المالي. وحصلت على منحة دراسية كاملة في كلية الحقوق بجامعة شيكاغو. قادت لايتفوت كرئيسة للهيئة الطلابية في كلية الحقوق بجامعة شيكاغو حركة ناجحة لحظر شركة محاماة من الحرم الجامعي بعد أن أرسلت الشركة مجندًا أدلى بملاحظات عنصرية وجنسية تجاه إحدى الطالبات. شاركت لايتفوت في فريق كرة القدم الأمريكية أثناء وجودها في كلية الحقوق في شيكاغو. كما عملت لايتفوت كاتبة للقاضي تشارلز ليفين من محكمة ميشيغان العليا. تخرجت من جامعة شيكاغو بدرجة دكتوراه في القانون عام 1989.

## المسار المهني

### مساعدة المدعي العام للولايات المتحدة (1996-2002)
أصبحت لايتفوت بعد تخرجها من كلية الحقوق محامية في شركة ماير براون للمحاماة، حيث خدمت قطاعًا واسعًا من العملاء. دخلت لايتفوت لأول مرة إلى القطاع العام كمساعدة المدعي العام للولايات المتحدة لمحكمة مقاطعة الولايات المتحدة للمنطقة الشمالية من إلينوي. استشهدت لايتفوت خلال حملتها لرئاسة البلدية بالعديد من الأسباب لدخول الخدمة العامة، بما في ذلك الرغبة في تمثيل المجتمع الأفريقي الأمريكي، والشعور بالظلم على أساس مقتل أحد أفراد الأسرة على يد أحد أعضاء كو كلوكس كلان في عشرينيات القرن الماضي وصراع شقيقها الأكبر مع القانون الذي اتُهم بحيازة الكوكايين بقصد توزيعه.
ساعدت لايتفوت أثناء عملها كمدعيو عامة فيدرالية في مقاضاة المتهمين بارتكاب جرائم فيدرالية، بما في ذلك جرائم المخدرات. وساعدت في «عملية المجرفة الفضية», وهي تحقيق تابع لمكتب التحقيقات الفدرالي في فساد شيكاغو، ساعد في إدانة عضو المجلس المحلي فيرجيل جونز. صدر في عام 1999 تحذير عن سوء سلوك لايتفوت من قبل القاضي ريتشارد بوسنر في قضية وجدت فيها محكمة الاستئناف الأمريكية للدائرة السابعة أنها ضللت قاضي دائرة الولايات المتحدة فيما يتعلق بمكان وجود المشتبه فيه، مما جعل من المستحيل على القاضي وقف تسليم المشتبه به إلى النرويج. عارضت لايتفوت ووزارة العدل الأمريكية في ذلك الوقت هذا الوصف لأفعالها.

### مكتب المعايير المهنية التابع لإدارة شرطة شيكاغو (2002-2004)
تم تعيين لايتفوت في عام 2002 مديرة رئيسية لمكتب المعايير المهنية التابع لإدارة شرطة شيكاغو، وهي مجموعة مراقبة شرطة حكومية سابقا من قبل مفوض الشرطة تيري هيلارد. وشغلت هذا المنصب لمدة عامين. وكانت مسؤولة عن التحقيق في الحالات المحتملة لسوء سلوك الشرطة، بما في ذلك إطلاق الشرطة النار على المدنيين. ولكن وجد تقرير لصحيفة شيكاغو تريبيون أن تحقيقات مكتب المعايير المهنية تفتقر في كثير من الأحيان إلى الدقة. قالت لايتفوت أنه غالبا ماتم رفض توصياتها بشأن الإجراءات التأديبية من قبل قسم الشرطة.
في إحدى الحالات البارزة، واجهت لايتفوت عقيدة إدارة الشرطة من خلال التوصية بطرد الضابط ألفن ويمس الذي أطلق النار وقتل الرجل غير المسلح مايكل بليزانس. كان يُعتقد في البداية أن ويمس قد أطلق النار عن طريق الخطأ، ولكن بعد الكشف عن أدلة الفيديو التي تتعارض مع الادعاءات الأولية، أعرب ويمس نفسه عن شعوره بأن إطلاق النار كان غير مبرر. لم يتم طرد ويمس من قبل قسم شرطة شيكاغو، لكن المدينة اضطرت في النهاية إلى دفع تسوية لعائلة بليزانس. وانتحر ويمس في وقت لاحق.
في قضية أخرى مثيرة للجدل، أطلق الضابط فيليس كلينكسكايلس النار وقتل الشاب الأعزل البالغ من العمر 17 عامًا روبرت واشنطن. ذكرت صحيفة شيكاغو تريبيون أن لايتفوت قررت أن إطلاق النار كان مبررًا. من خلال القيام بذلك، قالت تريبيون إنها عكست أمر سلفها، الذي دعا إلى طرد كلينكسكايلس. تم العثور على احتواء رواية كلينكسكايلس لأحداث إطلاق النار على تصريحات غير صحيحة في التحقيق. تعارض لايتفوت هذه الرواية لقضية كلينكسكايلس، قائلة إن مدير الشرطة في ذلك الوقت كان مسؤولاً عن رفض اكتشاف سلف لايتفوت أن إطلاق النار كان غير مبرر. وقالت لايتفوت إن الإجراء الذي اتخذته بشأن القضية كان الضغط من أجل تعليق كلينكسكايلس لمدة 30 يومًا، وهو ما أشارت إليه على أنه أقصى ما كان ممكنًا في ظل الظروف.

### أدوار أخرى في حكومة مدينة شيكاغو (2004-2005)
انتقلت لايتفوت للعمل في مكتب شيكاغو لإدارة الطوارئ والاتصالات. تم تعيينها لاحقًا من قبل رئيس البلدية ريتشارد دالي كنائبة رئيس إدارة خدمات المشتريات بشيكاغو. وقامت هي ورئيستها ماري ديمبسي بالتحقيق في الفساد في شيكاغو، مما أثار حفيظة رئيس البلدية دالي في هذه العملية. تضمنت تحقيقات لايتفوت وديمبسي تحقيقات مع توني ريزكو مساعد حاكم إلينوي رود بلاغوييفيتش ومع إلزي هيغينبوتوم المتبرع البارز لرئيس البلدية. عملت لايتفوت في قسم خدمات المشتريات لبضعة أشهر، وعادت بعد ذلك إلى شركة ماير براون. اقترحت لايتفوت أنها غادرت إدارة خدمات المشتريات بسبب الفزع من الفساد في البلدية.

### العمل في القطاع الخاص
مثلت لايتفوت بصفتها محامية في شركة ماير براون الجمهوريين في قضيتين احتجاجًا على التلاعب الانتخابي من قبل الديمقراطيين. ودافعت أيضًا عن ضابط شرطة شيكاغو بول باورز ضد تهم الاعتداء الجسدي. استشهدت لايتفوت في عام 2019 بأدلة فيديو لصالح براءة موكلها السابق، وذلك بعد أن واجهت انتقادات بشأن دفاعها عن باورز.
استأجرت مدينة شيكاغو لايتفوت لفترة وجيزة للدفاع عن المدينة ضد التهم التي وجهتها عائلة المرأة المريضة عقليًا كريستينا إيلمان التي تم احتجازها من قبل شرطة شيكاغو بعد تعرضها لانهيار عقلي في مطار ميدواي الدولي. عانت إيلمان من اعتداء جنسي وسقوط من سبعة طوابق بعد أن أطلقت الشرطة سراحها في إنغليوود. توصلت عائلة إيلمان إلى تسوية مع المدينة بقيمة 22.5 مليون دولار.
خدمت لايتفوت أيضًا في مجالس إدارة فصول إلينوي في نارال المريدة للاختيار أمريكا والاتحاد الأمريكي للحريات المدنية. عملت كمستشارة خارجية لبنك أمريكا. كانت لايتفوت في عام 2013 المرشحة النهائية لمنصب المدعي العام الأمريكي للمنطقة الشمالية من إلينوي، لكن الوظيفة ذهبت إلى زاكاري تي فاردون.

### مجلس وفرقة عمل شرطة شيكاغو (2015–18)

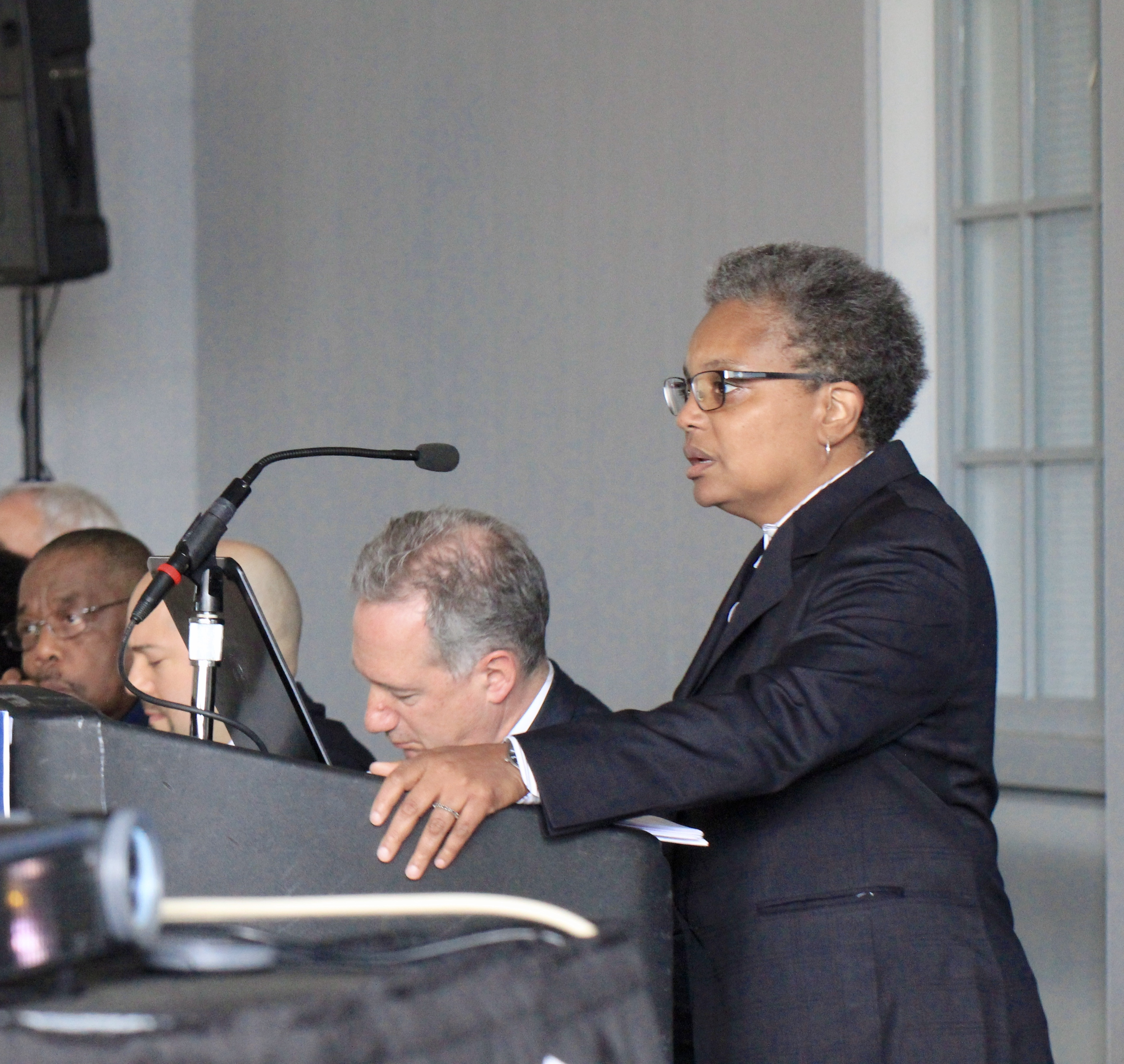
لايتفوت تتحدث في إصدار تقرير فرقة عمل مساءلة شرطة شيكاغو في عام 2016

عادت لايتفوت إلى القطاع العام في عام 2015، عندما عيّنها رئيس البلدية رام إيمانويل لتحل محل ديمتريوس كارني الذي شغل المنصب ل19 عامًا كرئيس لمجلس شرطة شيكاغو. تتمثل المسؤولية الرئيسية لمجلس الإدارة في تقديم توصيات بشأن الإجراءات التأديبية أو ضدها في بعض الحالات المتنازع عليها لسوء سلوك الشرطة. أصبح المجلس أكثر عقابية تحت قيادة لايتفوت، حيث تم طرد الضباط في 72% من قضاياهم. عين إيمانويل أيضًا لايتفوت كرئيسة لفريق عمل خاص باسم فرقة عمل مساءلة شرطة شيكاغو، وذلك في أعقاب الجدل حول مقتل لاكوان ماكدونالد. قدمت فرقة العمل بقيادة لايتفوت في عام 2016 تقريرًا ينتقد ممارسات قسم شرطة شيكاغو. وانتقدت على وجه التحديد «قانون الصمت» لنقابة الشرطة. أصدرت منظمة «بلاك يوث بروجكت 100» الناشطة المناهضة لعنف الشرطة بيانا شجب فيه لايتفوت ومجلس الإدارة وفرقة العمل بسبب «الافتقار إلى المساءلة».
أعاد إيمانويل في عام 2017 تعيين لايتفوت لولاية ثانية كرئيسة لمجلس الشرطة. جاء القرار بعد أن دخل لايتفوت وإيمانويل في صراع علني خاصة فيما يتعلق بمحاولات إيمانويل للتوصل إلى اتفاق لإصلاح الشرطة مع مسؤولي وزارة العدل في إدارة ترامب، والذي من شأنه تجنب مرسوم الموافقة والرقابة من قاضٍ فيدرالي. ووصف لايتفوت نهج إيمانويل بأنه «معيب بشكل أساسي». كانت هناك تكهنات في ذلك الوقت بأن لايتفوت كانت تخطط للترشح لمنصب رئيسة بلدية شيكاغو في عام 2019 رغم أنها نفت هذه الشائعات. استقالت لايتفوت من مجلس الشرطة في مايو 2018، قبل إعلان حملتها لرئاسة البلدية.

## حملة الانتخابات البلدية 2019

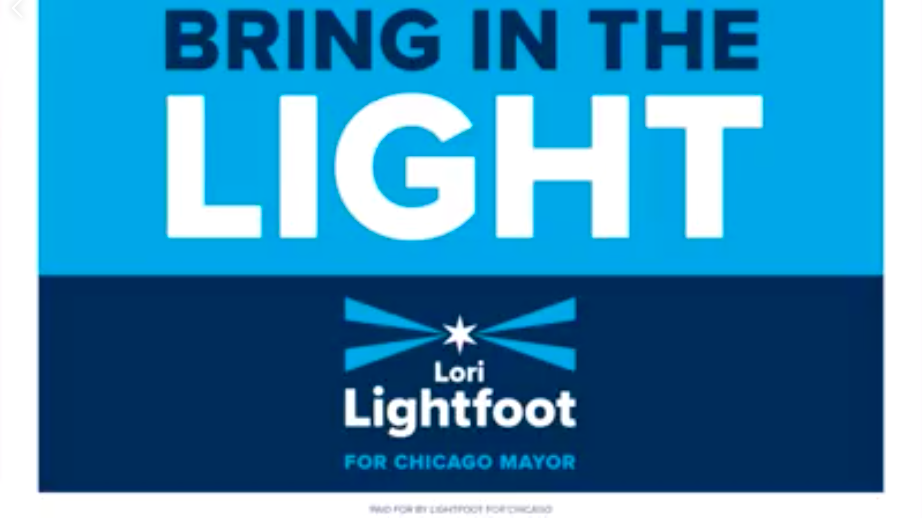
إحدى اللافتات الانتخابية الخاصة بحملة لايتفوت لرئاسة البلدية، والتي تحمل شعارها «أحضر إلى النور».

أعلنت لايتفوت في 10 مايو 2018 ترشحها لمنصب رئيسة بلدية شيكاغو في انتخابات 2019، وهو أول ترشح لها لمنصب عام. وهي أول رئيسة بلدية من مجتمع المثليين وأول امرأة سوداء تشغل منصب رئيسة بلدية شيكاغو. كانت لايتفوت أول مرشحة مثلية علنًا في تاريخ انتخابات بلدية شيكاغو.
كان لدى لايتفوت بحلول صيف 2018 أعلى حملة تمويلا من أي فرد يتحدى رئيس البلدية الحالي إيمانويل الذي يشغل منصبين. ولكن انسحب إيمانويل من السباق في الخريف ودخل بعد ذلك مرشحون بارزون مثل جيري تشيكو وبيل دالي وسوزانا ميندوزا وتوني بريكوينكل.
تم الإبلاغ عن التنافس بين حملتي بريكوينكل ولايتفوت في وقت مبكر من أكتوبر 2018، عندما نفت بريكوينكل شائعات بأنها ضغطت على لايتفوت للتخلي عن السباق. بعد أن قدم لايتفوت الالتماسات اللازمة لتأمين مكان في بطاقة الاقتراع في ديسمبر، قدمت حملة بريكوينكل طعنًا مدعيا أن العديد من التماسات لايتفوت كانت مزورة. وجد مجلس مفوضي الانتخابات في شيكاغو أن لايتفوت كان لديه ما يكفي من الالتماسات الصالحة للبقاء على بطاقة الاقتراع، وسحبت حملة بريكوينكل تحديها.
انقلب السباق رأساً على عقب في يناير 2019 بسبب فضيحة فساد كبرى تورط فيها عضو المجلس المحلي في شيكاغو إد بورك. قامت لايتفوت بتشغيل إعلان تلفزيوني ينتقد شيكو ودالي وميندوزا وبريكوينكل بصفتهم «بورك ال4» لارتباطاتهم بعضو مجلس محلي فاسد.
حصلت لايتفوت على العديد من التأييد من قبل منظمات المثليين والسياسيين المحليين. فازت لايتفوت في فبراير بتأييد مجلس تحرير صحيفة شيكاغو سن-تايمز. وتراوح دعم لايتفوت بين 2% و 5% في استطلاعات الرأي مع اقتراب موعد الانتخابات في أواخر يناير. وارتفعت نسبة دعمها في استطلاعات الرأي في وقت لاحق من السباق في الأسابيع التي سبقت الانتخابات.
تصدرت لايتفوت عناوين الصحف في 18 فبراير بعد تعطل أحد مؤتمراتها الصحفية من قبل روبرت مارتويك وهو أحد مساندي بريكوينكل والذي دخلت لايتفوت معه في نقاش ساخن.
تعرض سكوت سيزيك مدير حملة بريكوينكل لانتقادات بعد مقارنة لايتفوت بالامرأة النازية في منشور على موقع فيسبوك. طرد بريكوينكل سيزيك واعتذر علنًا عن منشوره.
غالبًا ما لعبت التحالفات الاثنية/العرقية دورًا رئيسيًا في الانتخابات في شيكاغو. وكان يُنظر إلى العديد من المرشحين على أنهم يستهدفون مجموعات مختلفة بحملاتهم. كان يُنظر إلى المرشحين من أصل إسباني، جيري تشيكو وسوزانا ميندوزا على أنهما يتنافسان على أصوات الناخبين من أصل إسباني. كان ينظر إلى توني بريكوينكل وويلي ويلسون على أنهما يستهدفان أصوات الناخبين السود. كان ينظر إلى بيل دالي على أنه يستهدف أصوات الناخببن البيض. كان يُنظر إلى لايتفوت على أنها مخالفة لقواعد سياسات شيكاغو التقليدية من خلال عدم اعتماد ترشيحها على السعي للحصول على دعم مجموعات إثنية/عرقية معينة.
احتلت لايتفوت المركز الأول في انتخابات فبراير في ما كان يعتبر مفاجأة . وجاءت الأولى في سباق انتخابي مزدحم من أربعة عشر مرشحًا. نظرًا لعدم وصول أي مرشح إلى نسبة 50% اللازمة من الأصوات اللازمة للفوز في الانتخابات على الفور، تقدمت هي وبريكوينكل إلى جولة الإعادة.
أيدت كل من صحيفتي شيكاغو سن-تايمز وشيكاغو تريبيون لايتفوت في جولة الإعادة. كما تم تأييد لايتفوت من قبل العديد من المرشحين السابقين كميندوزا وتشيكو وبول فالاس وصاحب المركز الرابع ويلي ويلسون في جولة الإعادة. تقدمت لايتفوت بشكل كبير على بريكوينكل في استطلاعات الرأي التي أجريت خلال حملة الإعادة.
واجهت لايتفوت خلال جولة الإعادة انتقادات من نشطاء العدالة الجنائية بسبب سجلها في مساءلة الشرطة ووظيفتها كمدعية عامة. أعرب الموسيقي والناشط المقيم في شيكاغو تشانسيلور بينيت والمعروف أيضًا باسم «تشانس ذا رابر»، عن مخاوف مماثلة في دعمه لفرقة بريكوينكل. وقال بينيت إن سجل لايتفوت كمدعية عامة وموظفة في إدارة شرطة شيكاغو عمل ضد مصالح مجتمع السود في شيكاغو. وجه النائب في مجلس النواب الأمريكي بوبي راش، الذي أيد بريكوينكل في جولة الإعادة بعد دعم دايلي في الانتخابات العامة انتقادات مماثلة للايتفوت تركزت حول قضايا العدالة الجنائية. دافعت لايتفوت عن نفسها ضد انتقادات بينيت في مناظرة رئاسة البلدية مستشهدة بتجاربها الشخصية مع التمييز العنصري كدليل على أنها ستأخذ مخاوف مجتمع السود في المدينة في الاعتبار. واجهت لايتفوت أيضًا انتقادات من الناشطين بسبب التعليقات في منتدى جامعة شيكاغو، حيث اقترحت تحويل بعض المدارس المغلقة في المدينة إلى أكاديميات للشرطة. تنصلت لايتفوت لاحقًا من هذا الاقتراح عبر تويتر.
تلقت لايتفوت في جولة الإعادة تأييدا من سبعة من المرشحين الإثني عشر الذين تم إقصاؤهم في الجولة الأولى. وجاء التأييد من قبل جيري تشيكو وجيري جويس وجون كوزلار وسوزانا ميندوزا ونيال سايلز-غريفين وبول فالاس وويلي ويلسون. عكس بريكوينكل الذي لم يتلق أي تأييد على الإطلاق من أي مرشح تم استبعاده في الجولة الأولى.
فازت لايتفوت في انتخابات الإعادة في 2 أبريل 2019، لتصبح رئيسة بلدية شيكاغو المنتخبة. وفازت بأكثر من 73% من إجمالي الأصوات في جولة الإعادة، وفازت في جميع الأحياء الخمسين بالمدينة. فازت لايتفوت بجميع دوائر الاقتراع في المدينة البالغ عددها 2069 باستثناء 20 منطقة. كان إقبال الناخبين 32.89%، وهو مستوى قياسي منخفض نسبيا.

## رئيسة بلدية شيكاغو

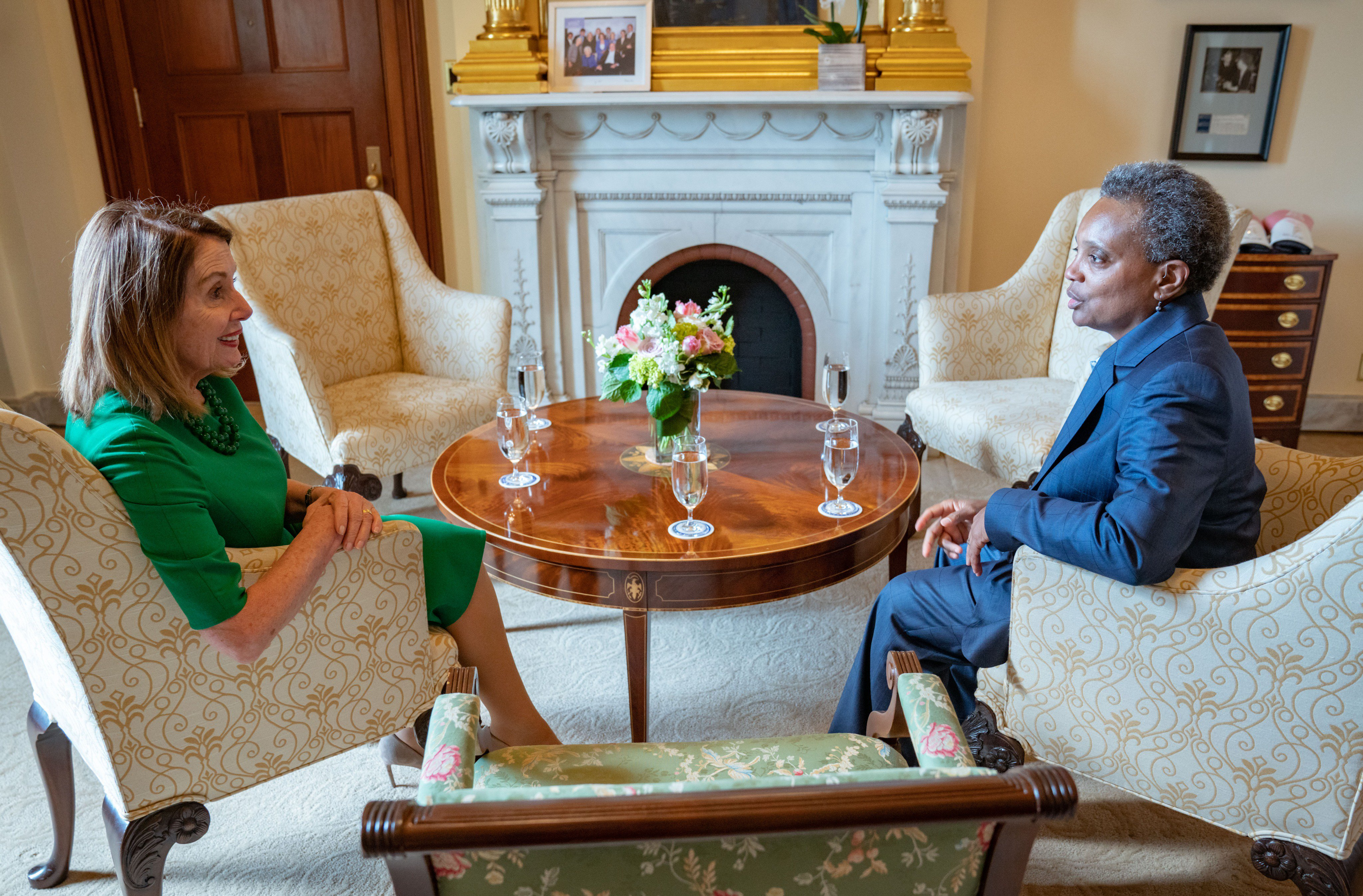
اجتماع رئيسة البلدية المنتخبة لايتفوت مع رئيسة مجلس النواب الأمريكي نانسي بيلوسي في 7 مايو 2019

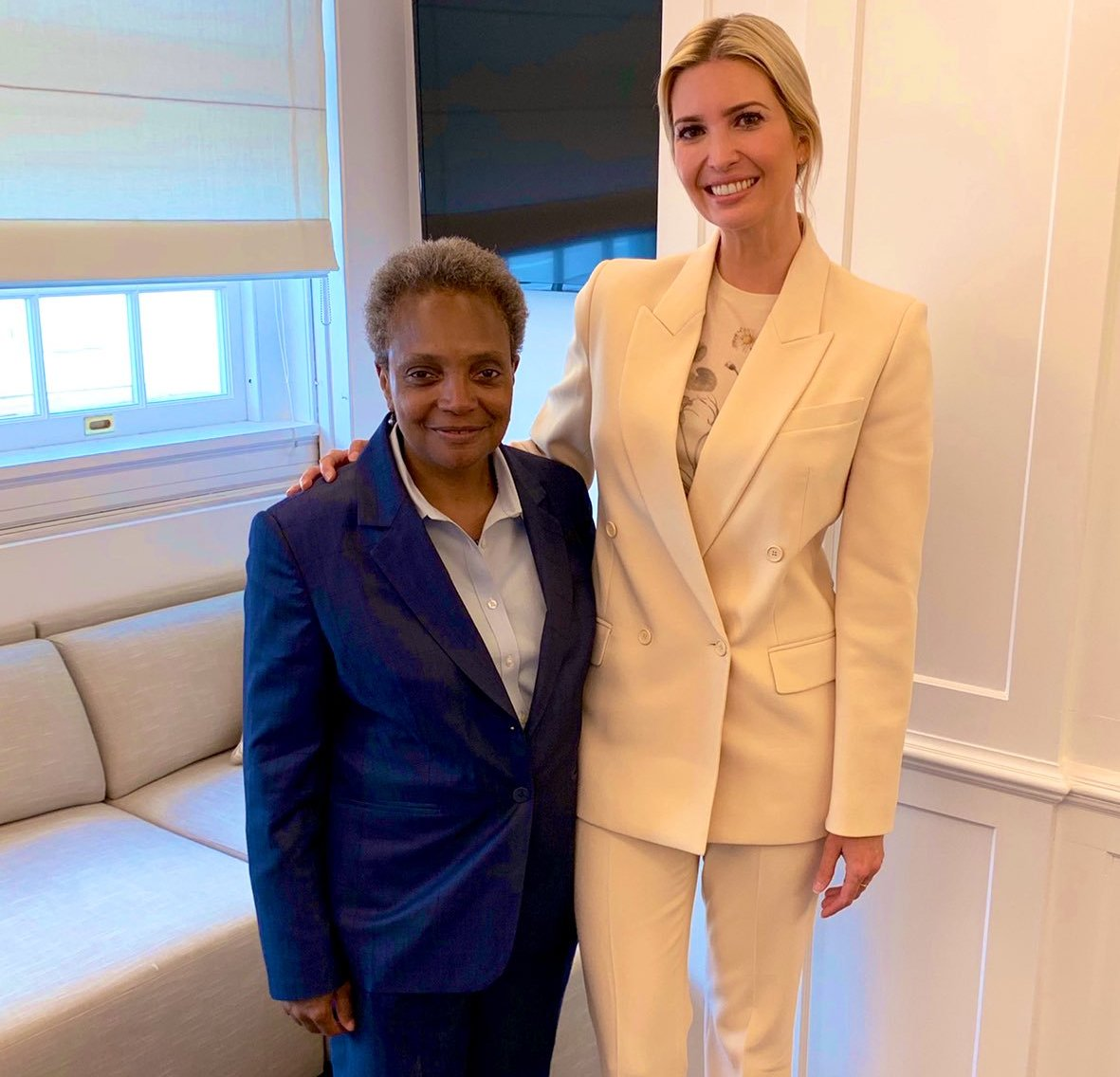
اجتماع رئيسة البلدية المنتخبة لايتفوت مع ابنة الرئيس الأمريكي السابق إيفانكا ترامب في 7 مايو 2019

تولت لايتفوت منصبها في 20 مايو 2019. يقال إن رئيس البلدية رام إيمانويل قد وضع نموذجًا للانتقال بين إدارتيه وإدارة لايتفوت على الانتقال الرئاسي بين إدارتي جورج بوش الابن وباراك أوباما. كان إيمانويل جزءًا من الفترة الانتقالية بين بوش وأوباما كرئيس للموظفين معينا من قبل أوباما. أيدت لايتفوت المقارنة بين انتقالها والانتقال بين إدارتي بوش وأوباما.
عينت لايتفوت في 4 أبريل الأعضاء الرئيسيين في فريقها الانتقالي: مدير حملتها ماني بيريز للعمل كمستشار حكومي، موريس كلاسين للعمل كرئيسة لموظفيها، سارة بانغ ورا جوي للعمل كمستشارين كبار، وليزا شنايدر فابس للعمل كمديرة انتقالي.
أعربت لايتفوت بصفتها رئيسة البلدية المنتخب عن رغبتها في إعادة النظر في محاكمة مقتل لاكوان ماكدونالد، وحثت مكتب المدعي العام الأمريكي على إعادة فتح تحقيق هيئة المحلفين الكبرى لفحص ما إذا كان قد تم انتهاك أي حقوق مدنية.
أخبرت لايتفوت في 6 أبريل 2019 صحيفة شيكاغو سن-تايمز أن طاقمها خلال أول عطلة نهاية أسبوع لها بعد الانتخابات سيقضون وقتًا في دراسة اتفاقية المدينة المكونة من 600 صفحة مع ستيرلنغ باي فيما يتعلق بتطوير لينكولن ياردز. انتقدت لايتفوت خلال حملتها الانتخابية العملية التي تم اتخاذها للتوصل إلى اتفاق. قام رئيس البلدية رام إيمانويل بناءً على طلبها بتأجيل تصويت مجلس المدينة على الموافقة على زيادة 1.6 مليار دولار في إعانات تمويل الزيادة الضرببية لكل من مشروع لينكولن ياردز ومشروع 78 الضخم. أعلنت لايتفوت أنها تدعم الصفقات بعد أن وافق مطورو المشروعين على زيادة الالتزامات بتوظيف مقاولين مملوكين للأقليات والنساء والذي تمت الموافقة عليها بعد يوم واحد من إعلانها الدعم.
عينت لايتفوت قبل أسبوع واحد من تنصيبها المحامية والناشطة كانديس مور كأول مديرة للمساواة في شيكاغو، وهي وظيفة ستركز فيها مور على مكافحة عدم المساواة العرقية في المدينة.
عينت لايتفوت قبل ثلاثة أيام من توليها منصبها عضو المجلس البلدي سكوت واغويزباك ليكون رئيسًا للجنة المالية وعضوة المجلس البلدي بات دويل ليكون رئيسًا للميزانية وعضو المجلس البلدي توم توني ليكون رئيسًا لتقسيم المناطق وعضو المجلس البلدي غيلبرت فيليغاس ليكون رئيسًا لأرضية المجلس ورئيسًا للتنمية الاقتصادية.

### التنصيب

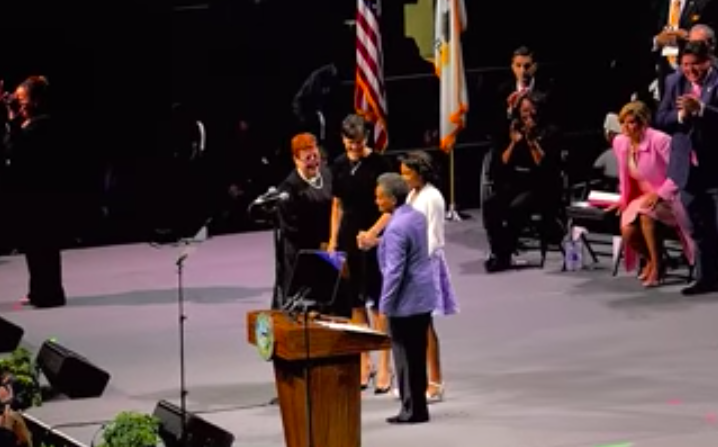
انضمام زوجة لايتفوت وابنتهما للقاضية سوزان إي كوكس في حفل تنصيب لوري لايتفوت

في 20 مايو 2019، تولت لايتفوت رسميًا منصب عمدة شيكاغو بعد أن أدت اليمين في الساعة 11:15 صباحًا من قبل القاضية سوزان إي كوكس من محكمة مقاطعة الولايات المتحدة للمنطقة الشمالية من إلينوي، في وينترست أرينا برفقة زوجتها ايمي اشلمان وابنتها.
أصبحت لايتفوت بعد توليها المنصب أول رئيس بلدية من مجتمع المثليين علنا في شيكاغو، وأول امرأة سوداء تشغل منصب رئيسة بلدية شيكاغو، وكذلك ثاني امرأة رئيسة بلدية لشيكاغو (بعد جين بيرن) وثالث رئيس بلدية أسود لشيكاغو (بعد هارولد واشنطن ويوجين سوير).

### السكن ميسور التكلفة
أعلنت لايتفوت في 14 أكتوبر 2019 عن إنشاء فريق عمل للإسكان ميسور التكلفة يتألف من 20 عضوًا ودراسة الحلول للقدرة على تحمل تكاليف الإسكان على مدى فترة تتراوح من 4 إلى 6 أشهر. أُعلن في الشهر التالي أن فريق العمل سيقدم أيضًا باقتراح لإعادة كتابة قانون الإسكان ميسور التكلفة في المدينة. أشاى ت هذه الجهود بشكل مباشر للعنصرية المنهجية باعتبارها القضية الأساسية في القدرة على تحمل تكاليف الإسكان، وأوصت بإطار جديد تمامًا لمراسيم الإسكان التي تعطي الأولوية للعدالة العرقية. ولكن تراجعت الأهداف الأولية للإسكان ميسور التكلفة بسبب نقص الميزانية بسبب جائحة فيروس كورونا. تم دمج العديد من هذه التوصيات في نهاية المطاف في توزيع أموال الإغاثة الفيدرالية لمنح مساعدات الإسكان، بالإضافة إلى مخصصات ائتمانات ضرائب الدخل المنخفض.
عينت لايتفوت تريسي سكوت في 6 مارس 2020 كرئيسة تنفيذية لهيئة الإسكان في شيكاغو. وافق مجلس مفوضي هيئة الإسكان في شيكاغو في 30 مارس على تعيين تريسي سكوت.

### الكازينو
أعلنت لايتفوت بعد تمرير تشريع يوسع المقامرة في ولاية إلينوي من قبل مجلس إلينوي التشريعي في بداية يونيو 2019 أن المدينة ستبدأ في دراسة مكان وجود كازينو شيكاغو. سعى أسلاف لايتفوت منذ فترة طويلة لإنشاء كازينو للمدينة. بينما لم توافق الدولة على كازينو مملوك للمدينة (يُقال إن لايتفوت تفضل ذلك كما كان من قبل أسلافها)؛ سمح تشريع الولاية لكازينو مملوك للقطاع الخاص تتلقى المدينة منه ثلث عائدات الضرائب المتولدة. ولكن استمرت لايتفوت في الضغط من أجل السماح بتفويض الولاية لكازينو مملوك بشكل مشترك للمدينة والولاية وبمعدل ضرائب أقل فاعلية من التشريع الذي تم إقراره.
أعلنت لايتفوت في 5 ماريو 2022 أنها اختارت عرضًا من «شركة بالي» لبناء منتجع كازينو على الضفة الغربية لنهر شيكاغو.

### مجلس المدينة

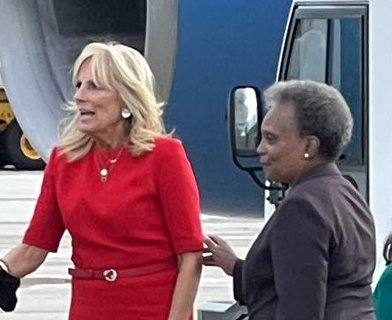
لايتفوت مع السيدة الأولى للولايات المتحدة جيل بايدن في عام 2022

حد أول أمر تنفيذي للايتفوت بصفتها رئيسة بلدية «امتياز أعضاء المجلس»، وهي ممارسة تم بموجبها منح أعضاء مجلس مدينة شيكاغو حق النقض (الفيتو) الفعال على الأمور في أحياءهم.
كشفت لايتفوت في 28 ماريو 2019 عن مقترحات لمراجعة القواعد التشغيلية لمجلس مدينة شيكاغو. واقترحت البث المباشر بالفيديو لاجتماعات اللجان، وإجراء تغييرات لتعزيز القاعدة المتعلقة بتعارض المصالح ونقل السيطرة على إعانات تمويل الزيادة الضريبية إلى لجنة المجلس المعنية بالتنمية الاقتصادية ورأس المال.
قامت لايتفوت بالتناقش الحاد مع عضو المجلس إيد بورك. تمسكت لايتفوت بمواقفها في مناقشة القضايا مع عضو المجلس بورك خلال الاجتماع الأول لمجلس المدينة الذي ترأسته في 29 مايو 2019. ودعت إلى استقالته في 31 مايو بعد تقديم لوائح اتهام ضده.
حددت لايتفوت في 5 يونيو 2019 مزيدًا من مقترحات الإصلاح الأخلاقي لمجلس المدينة.

### الجريمة
تتصدر شيكاغو اعتبارًا من 17 يونيو 2019 الولايات المتحدة في عمليات إطلاق النار الجماعية، بمعدل مرة واحدة تقريبًا في الأسبوع. قالت لايتفوت رداً على حادث إطلاق النار الجماعي الثالث في أربعة أيام: «نحن جزء من نادٍ للمدن لا يريد أحد الانتماء إليه: مدن تشهد عمليات إطلاق نار جماعي».

### التعليم
أعلنت لايتفوت في 3 يونيو 2019 عن اختيارها لمجلس شيكاغو للتعليم (مجلس التعليم لمدارس شيكاغو الحكومية) حيث عينت كاتب مدينة شيكاغو السابق ميغيل ديل فالي كرئيس للمجلس. كما أعلنت أن المديرة التنفيذية الحالية لمدارس شيكاغو العامة جانيس ك. جاكسون ستحتفظ بمنصبها بعد أن التزمت سابقًا بالاحتفاظ بها لفترة مؤقتة فقط.
تعاملت لايتفوت في أكتوبر 2019 مع إضراب المدارس العامة بقيادة اتحاد المعلمين في شيكاغو والاتحاد الدولية لموظفي الخدمة.
رغم أن لايتفوت دعت إلى إنشاء مجلس إدارة مدرسة في شيكاغو، إلا أنها عارضت بصفتها رئيسة البلدية المنتخبة تشريع الولاية الذي من شأنه أن ينشئ مجلسًا مكونًا من 21 عضوًا، واصفة إياه بأنه «غير عملي». ولكن وقع حاكم إلينوي جي. بي. بريتزكر في يوليو 2021 على هذا التشريع ليصبح قانونًا، على الرغم من اعتراضات لايتفوت.
عينت لايتفوت في 14 يونيو 2021 خوسيه توريس للعمل كرئيس تنفيذي مؤقت للمدارس العامة في شيكاغو بعد تنحي جانيس ك. جاكسون. وأعلنت في 15 سبتمبر 2021 أن بيدرو مارتينيز سيخلف توريس في منصب الرئيس التنفيذي الدائم الجديد. صوت مجلس شيكاغو للتعليم بالإجماع على تعيينه كرئيس تنفيذي في 22 سبتمبر وجدولة توليه منصبه في 29 سبتمبر.

### القضايا المالية
حددت لايتفوت في 28 ماريو 2019 خططًا لمعالجة برامج الغرامات والرسوم في المدينة، وزيادة الحد الأدنى للأجور إلى 15 دولارًا في الساعة بحلول عام 2021.
كانت ضريبة التحويل تصاعدية لمبيعات العقارات التجارية من بين المقترحات التي تم طرحها في خريف عام 2019. ستسمح هذه الخطة للمدينة بجني المزيد من الأموال من التحويلات العقارية الكبيرة، مع توفير إعفاء ضريبي ل85% من التحويلات العقارية التي تقل قيمتها عن 500,000 دولار.
وافق مجلس مدينة شيكاغو في نوفمبر 2019 على ميزانية لايتفوت للسنة المالية 2020.

### السلامة العامة والشرطة
واجهت لايتفوت بعد فترة وجيزة من توليها المنصب ما كان يعتبر أول اختبار لها في السلامة العامة، حيث كانت عطلة نهاية الأسبوع في يوم الذكرى في شيكاغو في السنوات السابقة وهي فترة تشهد فيها المدينة غالبا ارتفاعًا في أعمال العنف. في محاولة لتجنب هذا النمط، بدأت لايتفوت برنامج «مدينتنا. سلامتنا.» (بالإنجليزية: Our City. Our Safety.)‏، والذي تم بموجبه تسيير دوريات شرطة إضافية في مواقع مزدحمة وفي مناطق مضطربة ونظمت «شيكاغو بارك ديستريكت» برامج مجانية للشباب في حوالي مائة موقع. كان هنالك قدر ملحوظ من العنف خلال عطلة نهاية الأسبوع تلك والذي ردت عليه لايتفوت بالقول «لا يمكننا ادعاء النصر وبالتأكيد لا يمكننا الاحتفال. لدينا الكثير من العمل للقيام به.»
حددت لايتفوت في 28 مايو 2019 خطة للتركيز على الحد من عنف السلاح في المدينة. كما حثت مجلس المدينة في نفس اليوم على تمرير مرسوم خلال المائة يوم الأولى لها من شأنه أن ينشئ مستوى من الرقابة المدنية على قسم شرطة شيكاغو.
أطلقت لايتفوت مبادرة الشرطة المجتمعية في يونيو 2019. وأعلنت في وقت لاحق من ذلك الشهر أن قسم شرطة المدينة لن يساعد غارات وكالة إنفاذ قوانين الهجرة والجمارك بالولايات المتحدة، مما يحرم إدارة الهجرة والجمارك من الوصول إلى قاعدة بيانات شرطة المدينة في محاولة لحماية سكان المدينة المهاجرين من خطر الترحيل.
عينت لايتفوت تشارلي بيك ليكون المشرف المؤقت لقسم شرطة شيكاغو في 8 نوفمبر 2019، وذلك بعد أن أعلن إيدي ت. جونسون أنه سيستقيل من المنصب. ولكنها فصلت جونسون في 2 ديسمبر بدلاً من السماح لجونسون بالتقاعد طواعية بسبب ما أعلنت أنه أفعال «لا تطاق» قام بها إضافة إلى تضليله للجمهور. رشحت لايتفوت ديفيد براون ليكون مشرفًا للشرطة في 2 أبريل 2020. أصبح براون مشرفًا بالإنابة بعد تنحي بيك في 15 أبريل في انتظار تأكيده للخدمة على أساس دائم.
اقترحت لايتفوت في 13 نوفمبر 2019 مرسومًا من شأنه إنشاء مكتب جديد لإدارة السلامة العامة، والذي سيجمع بين الوظائف الإدارية لقسم شرطة شيكاغو وإدارة إطفاء شيكاغو ومكتب إدارة السلامة العامة. سينقل المرسوم أيضًا مهمة الاستماع إلى الطعون المقدمة من المتقدمين المرفوضين من شرطة شيكاغو والذين تم حذف أسمائهم من قائمة أهلية الوزارة من مجلس الموارد البشرية إلى اختصاص مجلس شرطة شيكاغو.
أعربت لايتفوت في يونيو 2020 عن معارضتها لمرسوم اقترحه عضو المجلس رودريك سوير والذي سينهي عقد مدارس شيكاغو العامة لنشر ضباط شرطة شيكاغو في المدارس.
رشحت لايتفوت في مايو 2021 أنيت نانس هولت لتكون مفوضة إطفاء المدينة. وتم تأكيدها لهذا المنصب من قبل مجلس مدينة شيكاغو في 23 يونيو. تعتبر نانس هولت أول امرأة تعمل بصفة دائمة كمفوضة لإدارة الإطفاء في شيكاغو.

#### جائحة فيروس كورونا 2020

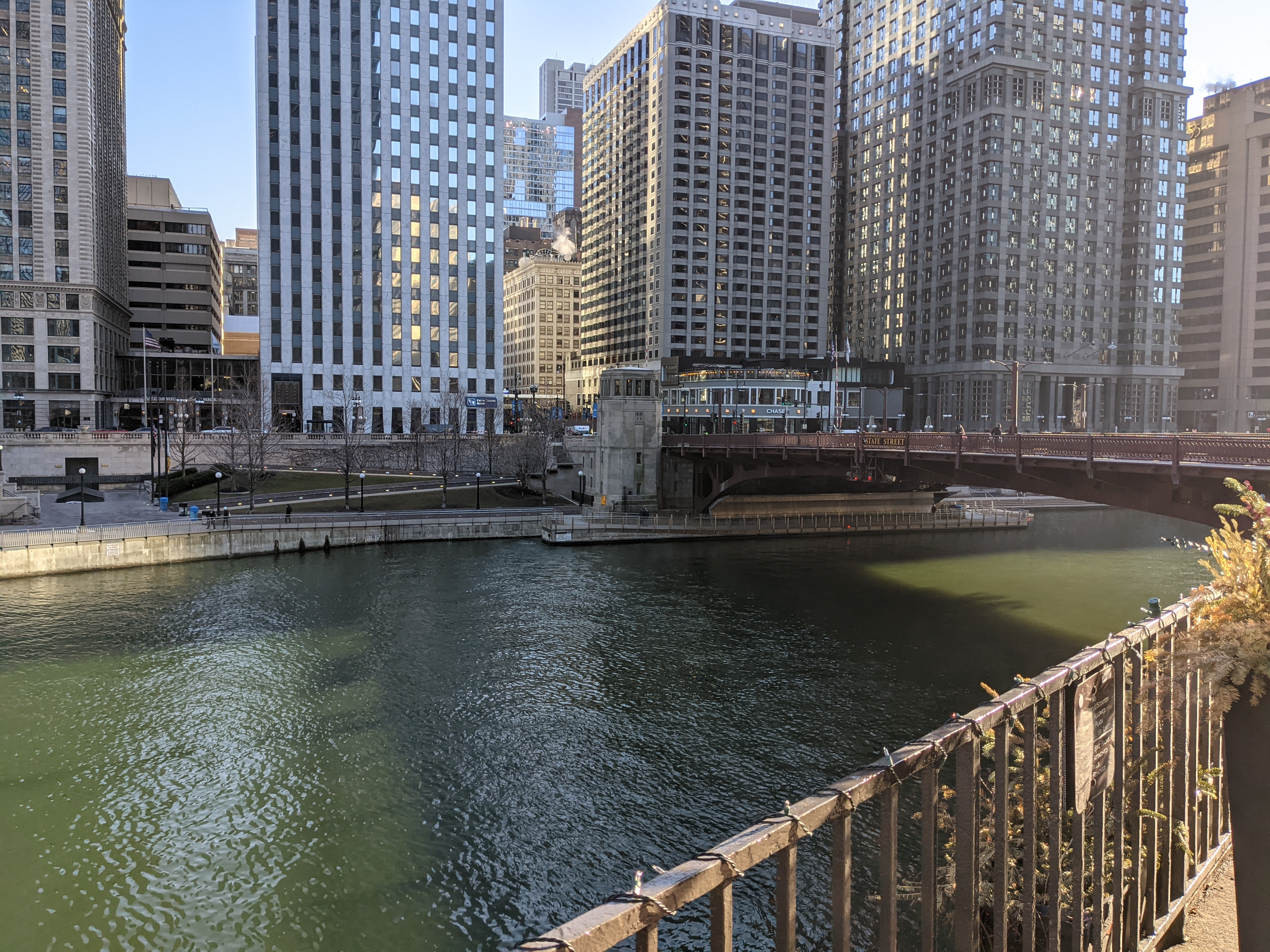
نهر شيكاغو مصبوغ باللون الأخضر في يوم القديس باتريك 2021

اتخذت لايتفوت خلال جائحة فيروس كورونا في الولايات المتحدة عددًا من الإجراءات التي تهدف إلى التخفيف من شدة تفشي المرض في شيكاغو. انضمت لايتفوت في 11 مارس 2020 إلى حاكم إلينوي جي بي بريتزكر لتأجيل احتفالات المدينة الرسمية بيوم القديس باتريك (بما في ذلك المسيرات وصباغة نهر شيكاغو باللون الأخضر). وقررت لايتفوت أنه بسبب المخاوف المحيطة باحتفالات عيد القديس باتريك يجب أن يكون لدى جميع المحلات التي تبيع المشروبات الكحولية أقل من نصف سعتها القصوى العادية، ويجب أيضًا ألا تتجاوز سعة 100 شخص.
انضمت لايتفوت في 12 مارس 2020 مرة أخرى إلى بريتزكر لإصدار حظر انعقاد الأحداث التي يحضرها أكثر من 1000 شخص من على مدار الثلاثين يومًا القادمة. وأنشأت ردًا على الوباء فريق الإنصاف العنصري للاستجابة السريعة بالإضافة إلى فرقة عمل التعافي من جائحة فيروس كوفيد.
انتقدت لايتفوت في 15 مارس 2020 الطوابير الطويلة في مطار شيكاغو أوهير الدولي نتيجة لقيود السفر الحكومية الفيدرالية المتعلقة بوباء فيروس كورونا معتبرة إياها «غير مقبولة بالكل».

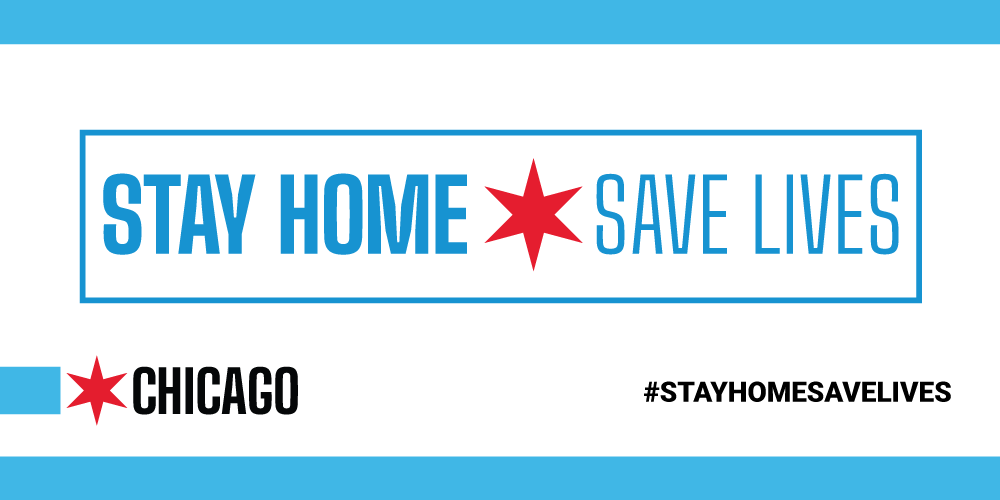
أطلقت شيكاغو تحت إدارة لايتفوت حملة تحث السكان على اتباع نظام إلينوي للبقاء في المنزل.

قامت لايتفوت في 20 مارس 2020 بتمديد إغلاق مدرسة شيكاغو العامة بما يتجاوز ما تم تفويضه بالفعل من قبل ولاية إلينوي وقعت الدكتورة أليسون أروادي مفوضة وزارة الصحة في شيكاغو على أمر الصحة العامة الذي بموجبه لا يمكن للأشخاص المصابين بمرض كوفيد-19 أو تظهر عليهم أعراض مغادرة مكان إقامتهم أو الذهاب إلى العمل. سمح الأمر للمرضى بالسعي للحصول على الخدمات الأساسية، مثل الرعاية/التقييم السريري الضروري، واحتياجات الحفاظ على الحياة، مثل الأدوية والغذاء. أعلنت لايتفوت أنه سيتم إصدار تحذير لاي شخص ينتهك هذا الأمر.
فرضت لايتفوت في 27 مارس 2020 حظرًا على الرياضات الاحتكاكية وأغلقت حدائق المدينة وشواطئها ومساراتها بسبب انتهاك عديد الأشخاص على مدار الأيام السابقة لنظام البقاء في المنزل والتجمع في الأماكن العامة.
أعلنت لايتفوت في 31 مارس 2020 أنها قامت بتأمين 300 غرفة فندقية في وسط المدينة لإيواء أول المستجيبين، والتي يمكنهم استخدامها حتى لا يضطروا للذهاب إلى منازلهم والمخاطرة بنشر مرض فيروس كورونا 2019 لعائلاتهم.

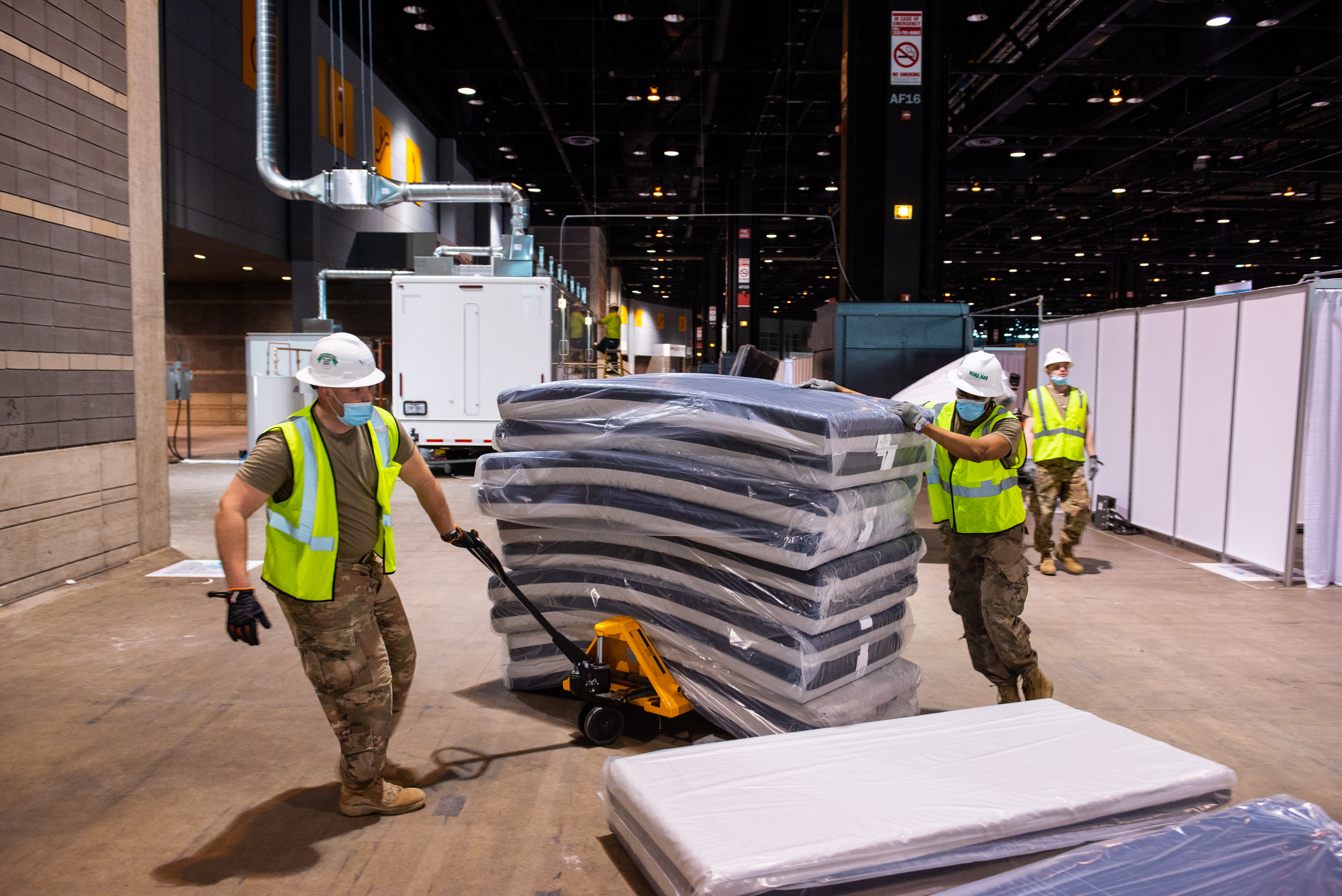
عمل أعضاء الحرس الوطني الجوي في إلينوي على تحويل ماكورميك بليس إلى مستشفى مؤقت

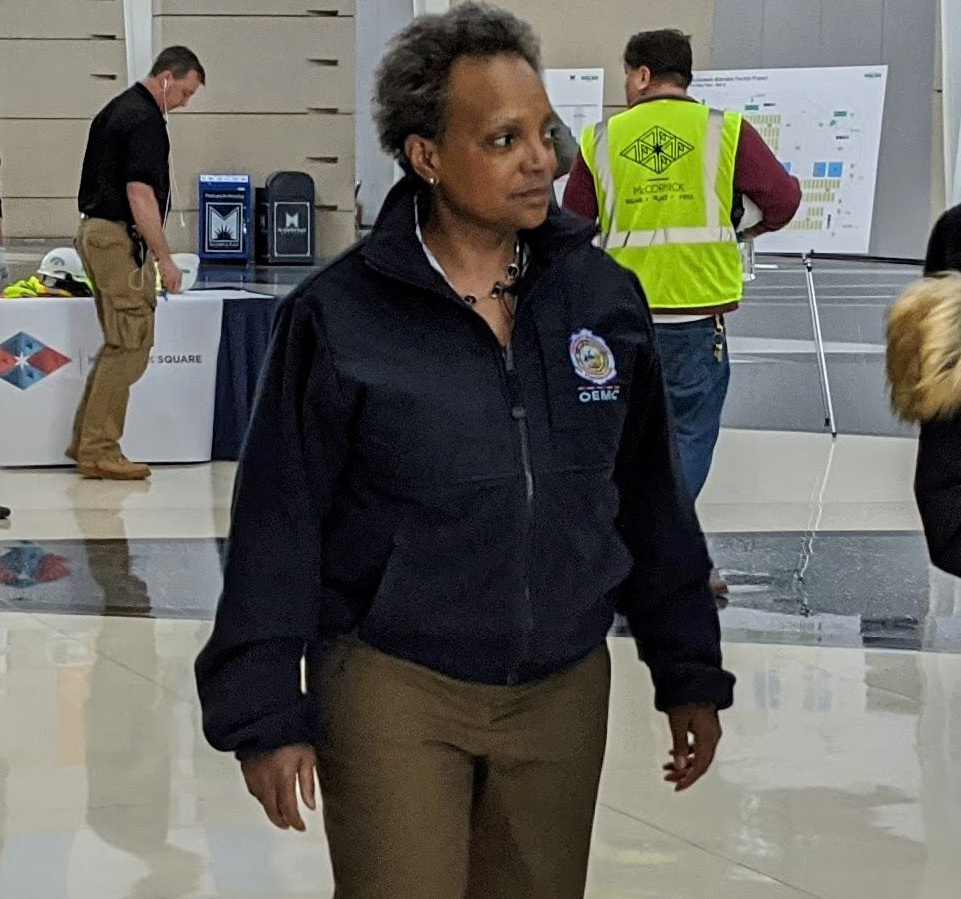
تفقدت لايتفوت منشأة المستشفى المؤقتة التي أقيمت في مكان ماكورميك في أبريل 2020

عملت إدارة لايتفوت مع سلاح المهندسين بالجيش الأمريكي لإنشاء مستشفى مؤقت في مكان ماكورميك.
دخلت لايتفوت في أول أبريل 2020 في شراكة مع الفرق الرياضية المحترفة في شيكاغو لإطلاق حملة «نحن لا نلعب».
واجهت لايتفوت في أوائل أبريل أيضًا انتقادات بسبب قص شعرها في انتهاك لأمر الدولة بالبقاء في المنزل. جادلت بأنه كان لها ما يبررها في القيام بذلك، قائلة: «أنا الوجه العام لهذه المدينة. أنا في وسائل الإعلام الوطنية وأنا في أعين الجمهور.»
وقعت لايتفوت في 7 أبريل أمرًا تنفيذيًا يضمن أيضًا عدم استبعاد المهاجرين غير الشرعيين من تلقي مزايا وفرص وخدمات المدينة. وتوجد أشكال حماية مماثلة إلى حد كبير بموجب «قانون مدينة الترحيب»، الذي تم تمريره خلال فترة ولاية سلفها.
فرضت لايتفوت في 8 أبريل حظر التجول على محلات بيع المشروبات الكحولية لتصبح سارية المفعول في اليوم التالي. وكان هذا لتقليل التجمع خارج هذه المحلات. تم انتقاد لايتفوت في نفس اليوم لتعليقها المواعيد النهائية لطلب قانون حرية المعلومات الأمريكي، قائلة "أريد أن أسأل المواطن العادي في شيكاغو: هل ترغب في أن يقوموا بعملهم أم ترغب في أن يتم سحبهم للقيام بطلبات قانون حرية المعلومات؟»، وقامت بالاقتباس دينيا من العهد القديم بالقول: «إنني مدرك لحقيقة أننا في موسم عيد الفصح اليهودي، ملاك الموت الذي نتحدث عنه جميعًا هو قصة الفصح». مُنحت لايتفوت نتيجة لذلك «جائزة فرعون لتمديدات الموعد النهائي» من قبل مجموعة الحقوق الرقمية مؤسسة الحدود الإلكترونية.
شاركت لايتفوت في تطبيق أمر الولاية بالبقاء في المنزل وشاركت شخصيًا في تسيير دوريات في المدينة ومواجهة المخالفين.
ظهرت ميمات الإنترنت تتمحور حول لايتفوت أثناء تفشي فيروس كورونا، واكتسبت شعبية لأول مرة في أواخر مارس وسط نهج لايتفوت لفرض نظام البقاء في المنزل في الولاية.
أصدرت لايتفوت قيودًا جديدة في 12 نوفمبر 2020 بما في ذلك إرشادات حول البقاء في المنزل. تم انتقاد لايتفوت بسبب هذا القرار حيث شوهدت في الأيام السابقة في تجمع كبير للاحتفال بفوز جو بايدن في الانتخابات الرئاسية الأمريكية 2020.

#### عنف الشرطة خلال احتجاجات حياة السود مهمة
صرحت لايتفوت خلال الاحتجاجات المناهضة للعنف ضد الشرطة لعام 2020 («حياة السود مهمة») التي اندلعت بسبب مقتل جورج فلويد بأن نقابات الشرطة استمرت في كونها إحدى العقبات الرئيسية أمام إصلاح القسم:
وذكرت لايتفوت كذلك أن عنف الشرطة ووحشيتها «تحط من قيمة الشارة» وطلبت من الناس الإبلاغ عن سوء سلوك الشرطة.
دخلت لايتفوت في جدال حاد مع زميلها الديمقراطي رايموند لوبيز من الحي الخامس عشر في 31 مايو، وذلك خلال مكالمة هاتفية مع جميع أعضاء مجلس شيكاغو البالغ عددهم الخمسين. شتم الاثنان بعضهما البعض بعد أن انتقد لوبيز رد رئيسة البلدية على أعمال النهب والشغب أثناء احتجاجات جورج فلويد في شيكاغو.
تعرضت لايتفوت في أغسطس 2020 لانتقادات لعدم سماحها بالاحتجاجات في المبنى الذي تعيش فيه. وقالت لايتفوت بأن هذا مبرر لأنها تلقت تهديدات.

### قرارات التوظيف والتعيينات الأخرى
أعلنت لايتفوت في 20 مايو 2019 عن الاحتفاظ بالعديد من المسؤولين الذين عملوا في ظل إدارة إيمانويل السابقة إلى جانب عدد من التعيينات الجديدة.
عينت لايتفوت في 30 سبتمبر 2019 عضو المجلس السابق جون أرينا كمستشار خاص في قسم التخطيط بالمدينة.
رشحت لايتفوت في ديسمبر 2019 جيا بياجي للعمل كمفوضة للنقل في شيكاغو. وتم تأكيدها من قبل مجلس مدينة شيكاغو في 15 يناير 2020.

### أمور أخرى
وضعت لايتفوت في 28 مايو 2019 خططًا لتمرير تشريع «أسبوع العمل العادل» الذي يشدد القواعد المحيطة بجدولة مكان العمل.
وافق مجلس المدينة في 26 نوفمبر 2019 على مراسيم لايتفوت التي وضعت قيودًا على حجز المركبات وخفض الغرامات على الحيازة غير القانونية للماريخوانا.
انضمت لايتفوت في أوائل فبراير 2020 إلى السناتور الأمريكي ديك دوربين من ولاية إلينوي لحث الوكالة الفيدرالية لإدارة الطوارئ على إعلان الأضرار التي لحقت بواجهة بحيرة المدينة من خلال مستويات المياه المرتفعة تاريخياً في بحيرة ميشيغين لتلقي التصنيف الفيدرالي للكوارث.
استضافت لايتفوت في أواخر فبراير 2020 قمة في جامعة إلينوي في شيكاغو تناولت قضية الفقر.

### جدالات أخرى
صرحت لايتفوت في 19 مايو 2021 بأنها لن تختار سوى المراسلين الملونين لإجراء مقابلات معهم بمناسبة الذكرى السنوية الثانية لتوليها المنصب. أثار هذا رد فعل عنيفًا كبيرًا، حيث دعا الكثيرون إلى استقالتها مثل تولسي غابارد. رفعت منظمة جيديشال ووتش دعوى قضائية ضد لايتفوت نيابة عن ذي دايلي كولر، زاعمة أن لايتفوت انتهكت حقوق التعديلين الأول والرابع عشر من دستور الولايات المتحدة للصحفي توماس كاتيناتسي.

### تصنيف الموافقة
يوجد أدناه جدول لاستطلاعات الرأي حول تصنيف موافقة لايتفوت بين سكان شيكاغو تنازليًا من الأحدث إلى الأقل الأحدث
| المقطع المستطلع    | مجموعة الاقتراع                                                   | التاريخ                  | موافق | معارض | حجم العينة | هامش الخطأ | طريقة الاقتراع             | المصدر          |
| ------------------ | ----------------------------------------------------------------- | ------------------------ | ----- | ----- | ---------- | ---------- | -------------------------- | --------------- |
| السكان             | بولكو أونلاين، ذي شيكاغو إنداكس (ذي دايلي لاين/غرين شيكاغو بيزنس) | 29 نوفمبر–20 ديسمبر 2021 | 15%أ  | 86%   | 831        | ± 4%       | متعدد الطرق ومتعدد الوسائط | [ 191 ] [ 192 ] |
| السكان             | دبليو جيد إن-تي في/كلية إمرسون                                    | 13–15 أغسطس 2021         | 43%   | 46%   | 1000       | ± 3%       | الهاتف وعبر الإنترنت       | [ 193 ]         |
| الناخبون المسجلون  | كلية إمرسون                                                       | 31 مايو–1 يونيو 2021     | 48%   | 39%   | 1000       | ± 3%       | الهاتف وعبر الإنترنت       | [ 194 ]         |
| السكان             | تشينج ريسريتش                                                     | 7–11 مايو 2021           | 53%   | —     | 454        | ± 4.8%     | عبر الإنترنت               | [ 195 ]         |
| السكان             | بولكو أونلاين، ذي شيكاغو إنداكس (ذي دايلي لاين/غرين شيكاغو بيزنس) | 8–31 مارس 2021           | 16%ب  | 84%   | 2,000 LV   | ± 2.5%     | عبر البريد، عبر الإنترنت   | [ 196 ]         |
| الناخبون المسجلون  | وايربوينتس/ريال كليار أوبنيون ريسرتش                              | 26 سبتمبر–4 أكتوبر 2020  | 61%   | 33%   | 895        | ± 3.28%    | الهاتف وعبر الإنترنت       | [ 197 ]         |
| الناخبون المحتملون | غي بي أي أو ريسرتش + ستراتيجي                                     | 21–23 يونيو 2020         | 78%   | —     | 500        | ± 4.4%     | —                          | [ 198 ]         |
| الناخبون المحتملون | غلوبال ستراتيجي غروب                                              | 18–22 مايو 2020          | 75%   | 17%   | 126        | ± 8%       | الهاتف                     | [ 199 ] [ 200 ] |
| الناخبون المسجلون  | بابليك بوليسي بولينغ                                              | 11–12 أكتوبر 2019        | 54%   | 15%   | 618        | ± 3.9%     | الهاتف                     | [ 201 ]         |
| الناخبون المحتملون | غي بي أي أو ريسرتش + ستراتيجي                                     | August 19–22, 2019       | 77%   | 13%   | 800        | ± 3.5%     | الهاتف                     | [ 202 ] [ 203 ] |
| الناخبون المسجلون  | فيكتوري ريسرتش                                                    | 20–23 مايو 2019          | 70.7% | 25.6% | 801        | ± 3.46%    | الهاتف                     | [ 204 ]         |

## الجوائز والتكريمات

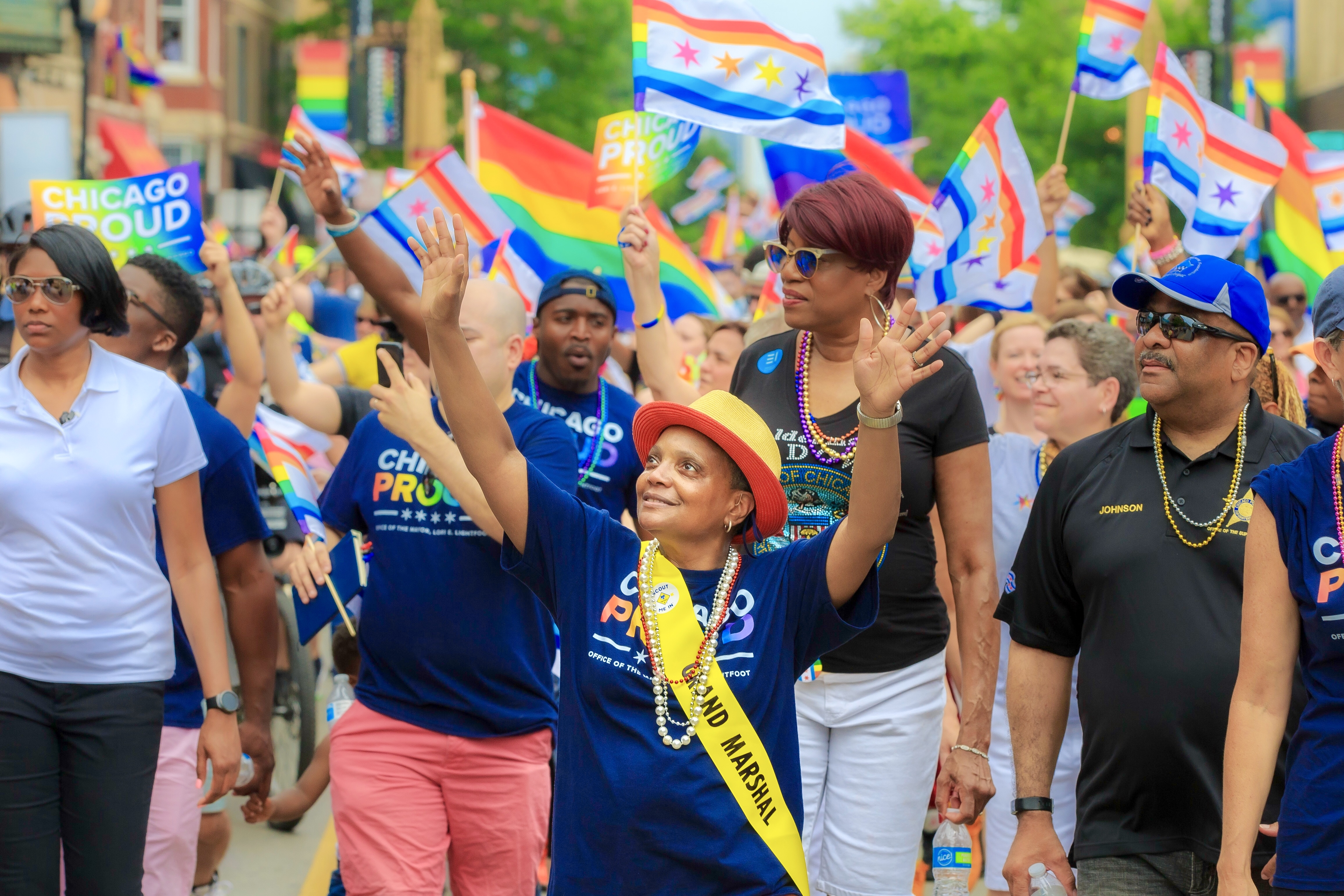
قادت لايتفوت مسيرة فخر شيكاغو للمثليين في عام 2019